# IC 330
IC 330 — галактика типу Sab (компактна витягнута галактика) у сузір'ї Телець.
Цей об'єкт міститься в оригінальній редакції індексного каталогу.